# Loews Philadelphia Hotel
Le Loews Philadelphia Hotel, ou initialement le Philadelphia Savings Fund Society building, est un gratte-ciel situé à Philadelphie, Pennsylvanie, aux États-Unis et achevé en 1932.